# Periklas
Periklas är ett till huvudsaklig del av magnesiumoxid bestående sällsynt mineral, som förekommer naturligt i kontaktmetamorfa bergarter och är en viktig komponent i de flesta eldfasta tegelstenar. Den är en kubisk form av magnesiumoxid (MgO). I naturen bildar den vanligtvis en fast lösning med wüstit (FeO) och kallas då ferroperiklas eller magnesiowüstit.
Den beskrevs första gången 1840 och namngavs från grekiskan περικλάω (att bryta runt) i anspelning på dess spaltning. Typorten är Monte Somma, Somma-Vesuvius komplex, Neapelprovinsen, Kampanien, Italien.
Den gamla termen för mineralet är magnesia. Stenar från Magnesia-regionen i det antika Anatolien innehöll både magnesiumoxid och hydratiserat magnesiumkarbonat samt järnoxider (som magnetit). Således var dessa stenar, kallade Stenar från Magnesia i antiken, med dess ovanliga magnetiska egenskaper anledningen till att termerna magnet och magnetism myntades.
Periklas finns vanligtvis i marmor som produceras genom metamorfos av dolomitiska kalkstenar. Det ändras lätt till brucit under förhållanden nära ytan.
Kristallstrukturen för periklas motsvarar den för halit och har studerats omfattande på grund av dess enkelhet. Som en konsekvens är de fysikaliska egenskaperna hos periklas välkända, vilket gör mineralet till en populär standard i experimentellt arbete. Mineralet har visat sig förbli stabilt vid tryck upp till minst 360 GPa.

## Förekomst
Förutom dess typort rapporteras den från Predazzo, Trentino, Italien, Carlingford, County Louth, Irland, Broadford, Skye och ön Muck, Skottland, León, Spanien, Bellerberg Volcano, Eifel distriktet, Tyskland, Nordmark och Långban, Värmland och Kopeysk, södra Uralbergen, Ryssland. I USA förekommer den vid Crestmore stenbrott, Riverside County, Kalifornien; Tombstone, Arizona, Gabbs-distriktet, Nye County, Nevada. I Kanada förekommer den vid Oka, Quebec och i Australien, väster om Cowell, Eyre Peninsula, Södra Australien.

### Periklas i jordmanteln
Ferroperiklas (Mg,Fe)O utgör cirka 20 procent av volymen av jordens nedre mantel, vilket gör den till den näst vanligaste mineralfasen i den regionen efter silikatperovskit (Mg,Fe)SiO3. Den är också huvudvärden för järn i den nedre manteln. I botten av mantelns övergångszon, omvandlar reaktionen
γ–(Mg,Fe)2[SiO4] ↔ (Mg,Fe)[SiO3] + (Mg,Fe)O
γ-olivin till en blandning av perovskit och ferroperiklas och vice versa. I litteraturen kallas denna mineralfas i den nedre manteln också ofta för magnesiowüstit.